# 1992-es magyar gyeplabdabajnokság
Az 1992-es magyar gyeplabdabajnokság a hatvankettedik gyeplabdabajnokság volt. A bajnokságban hat csapat indult el, a csapatok négy kört játszottak.

## Tabella
| #  | Csapat          | M  | Gy | D | V  | G+ | G- | P  |
| -- | --------------- | -- | -- | - | -- | -- | -- | -- |
| 1. | Volán SC        | 20 | 17 | 3 | 0  | 86 | 14 | 37 |
| 2. | Építők HC       | 20 | 15 | 3 | 2  | 73 | 15 | 33 |
| 3. | Novitax SE      | 20 | 10 | 0 | 10 | 32 | 53 | 20 |
| 4. | Tabán SE        | 20 | 6  | 1 | 13 | 23 | 45 | 13 |
| 5. | Budai Pedagógus | 20 | 4  | 2 | 14 | 21 | 57 | 10 |
| 6. | Népligeti HC    | 20 | 3  | 1 | 16 | 19 | 70 | 7  |

* M: Mérkőzés Gy: Győzelem D: Döntetlen V: Vereség G+: Ütött gól G-: Kapott gól P: Pont